# Мальчик на девятке
«Мальчик на девятке» — песня российской рейв-певицы Dead Blonde, выпущенная 30 апреля 2020 года в составе дебютного альбома «Пропаганда».

## Коммерческий успех
В конце апреля — начале мая 2021 года песня начала становиться популярной в социальной сети TikTok, после этого трек попал в чарты Apple Music.
Также песня прозвучала на итальянском языке в новогоднем шоу «Ciao, 2021!» Первого канала.

## Рейтинг
| Год  | Издатель | Рейтинг                  | Место | Прим. |
| ---- | -------- | ------------------------ | ----- | ----- |
| 2021 | The Flow | 50 лучших песен 2021     | 14    | [ 5 ] |
| 2021 | Spotify  | Лето 2021: Топ-20 России | 7     | [ 6 ] |

## Чарты
| Чарт                              | Высшая позиция |
| --------------------------------- | -------------- |
| Болгария (iTunes)                 | 9              |
| Казахстан (iTunes)                | 23             |
| Латвия (Spotify)                  | 45             |
| Россия (Apple Music)              | 6              |
| Россия (iTunes)                   | 12             |
| Россия (Spotify)                  | 2              |
| Россия (Top Radio Hits)           | 115            |
| Россия (Top Radio & YouTube Hits) | 27             |
| Россия (Top YouTube Hits)         | 5              |
| Россия (СберЗвук)                 | 4              |
| Россия (Яндекс.Музыка)            | 4              |
| Украина (Apple Music)             | 1              |
| Украина (iTunes)                  | 20             |
| Украина (Spotify)                 | 2              |
| Эстония (Spotify)                 | 67             |

## Ремикс GSPD
Клубный ремикс от GSPD вышел 18 мая 2021 года.

### Чарты
| Чарт               | Высшая позиция |
| ------------------ | -------------- |
| Казахстан (iTunes) | 20             |
| Россия (iTunes)    | 117            |
| Украина (iTunes)   | 10             |